# Santo Stefano di Rogliano
Santo Stefano di Rogliano – miejscowość i gmina we Włoszech, w regionie Kalabria, w prowincji Cosenza.
Według danych na rok 2004 gminę zamieszkiwało 1398 osób, 73,6 os./km².